# Unterseeboot 453
L'Unterseeboot 453 ou U-453 était un U-Boot type VIIC utilisé par la Kriegsmarine pendant la Seconde Guerre mondiale.
Le sous-marin fut commandé le 30 octobre 1939 à Kiel (Deutsche Werke), sa quille fut posée le 4 juillet 1940, il fut lancé le 30 avril 1941 et mis en service le 26 juin 1941, sous le commandement du Kapitänleutnant Gert Hetschko.
Il fut coulé au large de la Calabre par des destroyers de la Royal Navy en mai 1944.

## Conception
Unterseeboot type VII, l'U-453 avait un déplacement de 769 tonnes en surface et 871 tonnes en plongée. Il avait une longueur totale de 67,10 m, un maître-bau de 6,20 m, une hauteur de 9,60 m et un tirant d'eau de 4,74 m. Le sous-marin était propulsé par deux hélices de 1,23 m, deux moteurs diesel Germaniawerft M6V 40/46 de 6 cylindres en ligne de 1400 cv à 470 tr/min, produisant un total de 2 060 à 2 350 kW en surface et de deux moteurs électriques Siemens-Schuckert GU 343/38-8 de 375 cv à 295 tr/min, produisant un total 550 kW, en plongée. Le sous-marin avait une vitesse en surface de 17,7 nœuds (32,8 km/h) et une vitesse de 7,6 nœuds (14,1 km/h) en plongée. Immergé, il avait un rayon d'action de 80 milles marins (150 km) à 4 nœuds (7,4 km/h; 4,6 milles par heure) et pouvait atteindre une profondeur de 230 m. En surface son rayon d'action était de 8 500 milles nautiques (soit 15 700 km) à 10 nœuds (19 km/h).

L'U-453 était équipé de cinq tubes lance-torpilles de 53,3 cm (quatre montés à l'avant et un à l'arrière) qui contenait quatorze torpilles. Il était équipé d'un canon de 8,8 cm SK C/35 (220 coups) et d'un canon antiaérien de 20 mm Flak. Il pouvait transporter 26 mines TMA ou 39 mines TMB. Son équipage comprenait 4 officiers et 40 à 56 sous-mariniers.

## Historique
Il servit dans la 7. Unterseebootsflottille (flottille d'entrainement et de combat) jusqu'au 31 décembre 1941 et dans la 29. Unterseebootsflottille jusqu'à sa perte.
Pendant toute sa carrière il opéra en mer Méditerranée.
Il passa le détroit pendant la nuit du 8 au 9 décembre et eut son premier succès le 13 décembre.
Lors de ses 412 jours en mer il coula 10 bâtiments, notamment le Fort Missanabie qui fut le dernier bâtiment à être coulé par un U-Boot en Méditerranée. C'est lors de cette attaque qu'il fut chassé jusqu'à l'épuisement par des escorteurs du convoi le 21 mai 1944 qui le coula à la position 38° 13′ N, 16° 36′ E.
Cette attaque fit un mort parmi les 52 membres d'équipage.

## Affectations
- 7. Unterseebootsflottille du 26 juin 1941 au 1er novembre 1941 (Période de formation).
- 7. Unterseebootsflottille du 1er novembre 1941 au 31 décembre 1941 (Unité combattante).
- 29. Unterseebootsflottille du 1er janvier 1942 au 21 mai 1944 (Unité combattante).

## Commandement
- Kapitänleutnant Gert Hetschko du 26 juin 1941 au 8 juillet 1941.
- Kapitänleutnant Egon-Reiner von Schlippenbach du 9 juillet 1941 au 6 décembre 1943 (Croix de Chevalier).
- Oberleutnant zur See Dierk Lührs du 7 décembre 1943 au 21 mai 1944.

## Patrouilles
|       | Commandant                                    | Départ            | Départ    | Arrivée           | Arrivée   | Jours     | Succès   |
| ----- | --------------------------------------------- | ----------------- | --------- | ----------------- | --------- | --------- | -------- |
| 1     | Kptlt. Egon Reiner Freiherr von Schlippenbach | 12 novembre 1941  | Kiel      | 17 décembre 1941  | La Spezia | 36 jours  | 4 202    |
| 2     | Kptlt. Egon Reiner Freiherr von Schlippenbach | 17 janvier 1942   | La Spezia | 1er février 1942  | Pula      | 16 jours  |          |
| 3     | Kptlt. Egon Reiner Freiherr von Schlippenbach | 22 mars 1942      | Pula      | 21 avril 1942     | Pula      | 31 jours  | 9 716    |
| 4     | Kptlt. Egon Reiner Freiherr von Schlippenbach | 25 mai 1942       | Pula      | 14 juin 1942      | Salamine  | 21 jours  |          |
| 5     | Kptlt. Egon Reiner Freiherr von Schlippenbach | 18 juin 1942      | Salamine  | 21 juillet 1942   | Pula      | 34 jours  |          |
|       | Kptlt. Egon Reiner Freiherr von Schlippenbach | 31 août 1942      | Pula      | 10 septembre 1942 | Salamine  | 11 jours  |          |
| 6     | Kptlt. Egon Reiner Freiherr von Schlippenbach | 17 septembre 1942 | Salamine  | 15 octobre 1942   | La Spezia | 29 jours  |          |
| 7     | Kptlt. Egon Reiner Freiherr von Schlippenbach | 29 novembre 1942  | La Spezia | 17 décembre 1942  | La Spezia | 19 jours  |          |
| 8     | Kptlt. Egon Reiner Freiherr von Schlippenbach | 11 janvier 1943   | La Spezia | 16 février 1943   | Pula      | 37 jours  | 5 859    |
| 9     | Kptlt. Egon Reiner Freiherr von Schlippenbach | 1er avril 1943    | Pula      | 5 mai 1943        | Pula      | 35 jours  |          |
| 10    | Kptlt. Egon Reiner Freiherr von Schlippenbach | 23 juin 1943      | Pula      | 24 juillet 1943   | Pula      | 32 jours  | 12 348   |
| 11    | Kptlt. Egon Reiner Freiherr von Schlippenbach | 31 juillet 1943   | Pula      | 14 août 1943      | Pula      | 15 jours  |          |
| 12    | Kptlt. Egon Reiner Freiherr von Schlippenbach | 21 octobre 1943   | Pula      | 27 octobre 1943   | Pula      | 7 jours   |          |
| 13    | Kptlt. Egon Reiner Freiherr von Schlippenbach | 2 novembre 1943   | Pula      | 13 novembre 1943  | Pula      | 12 jours  | 2 875    |
| 14    | Kptlt. Egon Reiner Freiherr von Schlippenbach | 24 novembre 1943  | Pula      | 1er décembre 1943 | Pula      | 8 jours   |          |
| 15    | Oblt. Dierk Lührs                             | 12 janvier 1944   | Pula      | 9 février 1944    | Salamine  | 29 jours  | 292      |
| 16    | Oblt. Dierk Lührs                             | 8 mars 1944       | Salamine  | 25 mars 1944      | Pula      | 18 jours  |          |
| 17    | Oblt. Dierk Lührs                             | 30 avril 1944     | Pula      | 21 mai 1944       | Coulé     | 22 jours  | 7 147    |
| Total | Total                                         | Total             | Total     | Total             | Total     | 412 jours | 42 439 t |

Note : Kptlt. = Kapitänleutnant - Oblt. = Oberleutnant zur See

## Navires coulés
L'U-453 coula 9 navires marchands pour un total de 23 289 tonneaux, 1 navire de guerre de 835 tonneaux, endommagea 2 navires marchands pour un total de 16 610 tonneaux et détruisit 1 navire de guerre irrécupérable de 1 705 tonneaux au cours des 17 patrouilles (412 jours en mer) qu'il effectua.
| Date             | Nom               | Nationalité | Tonnage | Fait         |
| ---------------- | ----------------- | ----------- | ------- | ------------ |
| 13 décembre 1941 | Badalona          | Espagne     | 4 202   | Coulé        |
| 7 avril 1942     | HMS Somersetshire | Royal Navy  | 9 716   | Endommagé    |
| 20 janvier 1943  | Jean Jadot        | Belgique    | 5 859   | Coulé        |
| 30 juin 1943     | Oligarch          | Royaume-Uni | 6 894   | Endommagé    |
| 6 juillet 1943   | Shahjehan         | Royaume-Uni | 5 454   | Coulé        |
| 15 novembre 1943 | HMS Quail         | Royal Navy  | 1 705   | Perte totale |
| 20 novembre 1943 | Jela              | Yougoslavie | 335     | Coulé        |
| 22 novembre 1943 | HMS Hebe          | Royal Navy  | 835     | Coulé        |
| 1er février 1944 | Agia Paraskevi    | Grèce       | 80      | Coulé        |
| 1er février 1944 | Salem             | Liban       | 81      | Coulé        |
| 1er février 1944 | Himli             | Liban       | 67      | Coulé        |
| 1er février 1944 | Yahiya            | Syrie       | 64      | Coulé        |
| 19 mai 1944      | Fort Missanabie   | Royaume-Uni | 7 147   | Coulé        |